# 29-та ракетна дивізія (РФ)
29-та гвардійська ракетна Вітебська ордена Леніна Червонопрапорна дивізія (в/ч 59968) — з'єднання в складі 33-ї ракетної армії Ракетних військ стратегічного призначення, штаб якої розташовано в Іркутську.

## Історія
29-та ракетна дивізія сформована на базі управління 85-ї інженерної бригади Резерву Верховного Головнокомандування (створеної в 1951 році, як 54-та бригада особливого призначення РВГК) й особового складу 51-ї гвардійської мотострілецької Вітебської ордена Леніна Червонопрапорної дивізії, розформованої відповідно до директивою командувача військами Прибалтійського військового округу № 006471 від 5 травня 1960 року.
У липні 1960 року інженерні бригади РВГК були переформовані на ракетні дивізії, а інженерні полки — на ракетні полки.
У вересні 1960 року дивізія увійшла до складу 50-ї ракетної армії, сформованої на базі 50-ї повітряної армії Дальньої авіації ВПС. Командувачем армією було призначено генерал-лейтенант авіації Федір Іванович Добиш (армія розформована 30 листопада 1990 року).
Штаб дивізії дислокувався з липня 1960 по вересень-жовтень 1961 року у місті Таураге Литовської РСР, з вересня-жовтня 1961 по грудень 1985 року у місті Шяуляй Литовської РСР.
З 1 лютого 1986 року, за директивою Головнокомандувача РВСП № 432/3/00846 від 3 грудня 1985 року, дивізія переводиться до Іркутська, до складу 53-ї ракетної армії, маючи в складі 5 ракетних полків БРСД 15П653 «Піонер-УТТХ», проте, в зв'язку з укладенням договору про ліквідацію РСМД між СРСР і США, на бойове чергування полки 29 рд з цими ракетами так і не встали, а в травні 1988 року на чергування заступив перший в дивізії ракетний полк з МБР «Тополь».
З 16 вересня 2002 року, після розформування 53-ї ракетної армії дивізія переведена до складу 33-ї ракетної армії.

## Командири

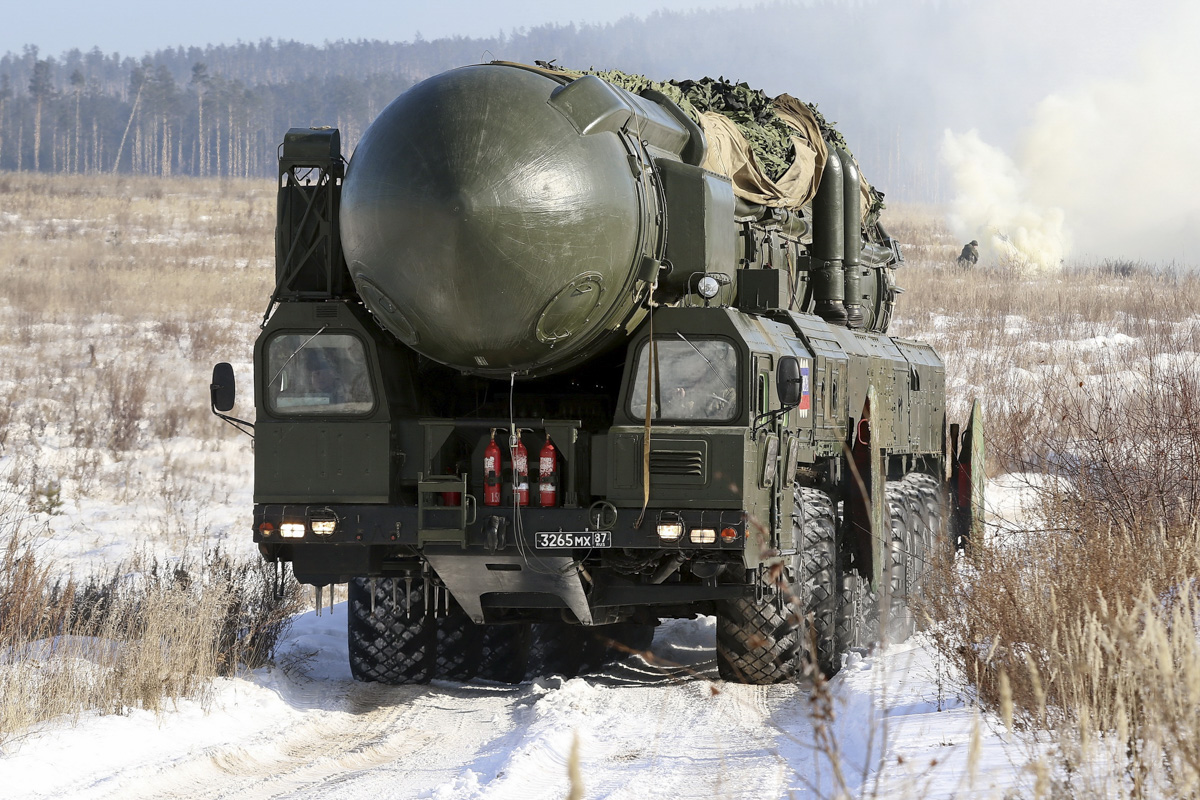
ПУ 15У168 комплексу РТ-2ПМ «Тополя»

- Генерал-майор Колесов, Олександр Олександрович (24.09.1958 — 24.07.1963)
- Генерал-майор Кокін, Леонід Ілліч (24.07.1963 — 05.08.1970)
- Генерал-майор Глухівський, Вільгельм Петрович (05.08.1970 — 28.11.1975)
- Генерал-майор Єрисковський, Геннадій Федорович (28.11.1975 — 05.07.1983)
- Генерал-майор Тонких, В'ячеслав Костянтинович (05.07.1983 — 10.12.1987)
- Полковник Лазарєв, Віктор Миколайович (10.12.1987 — 1990)
- Генерал-майор Дрьомов, Віктор Васильович (1990—1994)
- Генерал-майор Гонтаренко, Володимир Миколайович (1994—1999)
- Генерал-майор Анциферов, Володимир Васильович (1999—2004)
- Генерал-майор Сівер, Сергій Вікторович (2004—2006)
- Генерал-майор Кулай, Анатолій Григорович (2006—2010)
- Полковник Стєнькін (2010—2010)
- Генерал-майор Головач, Віталій Васильович (2010—2015)
- полковник Ситник, Юрій Михайлович (з 16.07.2015 р по березень 2017 р)
- генерал-майор Старовойтенко Едуард Юрійович (з березня 2017 р по теперішній час)

## Склад

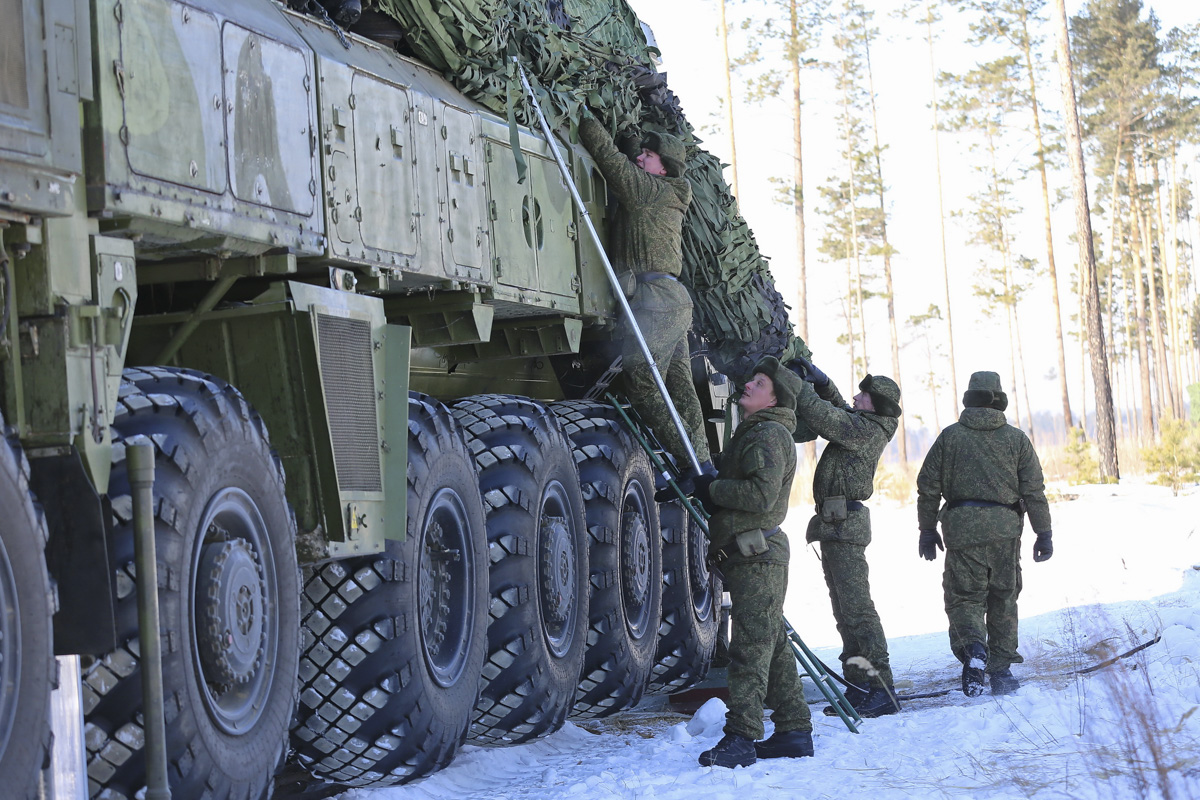

При формуванні до складу дивізії увійшли:
- <b id="mwhw">637-й гвардійський ракетний Червонопрапорний полк імені 50-річчя СРСР</b>.

Місце дислокації — м Таураге. У жовтні 1959 року полк був повністю сформований і в травні 1960 року приступив до несення бойового чергування. У складі полку — 2 дивізіони Р-12. У 1962 році переданий в 58-гу ракетну дивізію.
- <b id="mwjQ">867-й гвардійський ракетний Полоцький ордена Кутузова полк</b> (військова частина 23460)

Місце постійної дислокації — місто Добеле Латвійської РСР. Полк формувався на базі полку фронтової авіації і 156-го механізованого полку 51-ї механізованої дивізії, чиє найменування отримав за наступності. Командир полку підполковник В. Д. Корунчіков, з середини 1960 року — підполковник М. П. Данильченко.
До 10-січня 1960 року полк у складі двох наземних дивізіонів був в основному укомплектований особовим складом і з отриманням наземного обладнання приступив до освоєння ракетного комплексу з ракетою Р-12 (8К63). Формується 3-й дивізіон (командир дивізіону майор Ю. В. Потапов) з шахтними пусковими установками. Розпочато будівництво і монтаж технологічного устаткування шахтного ракетного комплексу з ракетою Р-12У;
- <b id="mwlQ">307-й гвардійський ракетний Кенігсберзький Червонопрапорний ордена Кутузова полк</b> (військова частина 54117).

Місце постійної дислокації — місто Єлгава Латвійської РСР. Полк формувався на базі артилерійської бригади великої потужності, спочатку в складі двох наземних дивізіонів (згодом додався 3-й дивізіон з шахтним ракетним комплексом з ракетою Р-12У).
Командир полку полковник Б. І. Мінеєв;
- <b id="mwnA">79-й гвардійський ракетний Севастопольський Червонопрапорний полк</b> (військова частина 18278).

Місце постійної дислокації — місто Плунге Литовської РСР. Полк формувався в 1958 році на базі 198-го полку важкої бомбардувальної авіації 83-ї гвардійської авіаційної дивізії. Включав в себе 2 дивізіони Р-12 з наземними ПУ й один дивізіон шахтних Р-12У. Полк брав участь в операції «Анадир».
- <b id="mwog">344-й гвардійський ракетний Червонопрапорний полк</b> (військова частина 44008).

Місце постійної дислокації — місто Прієкуле Латвійської РСР.
Початок формування полку — липень 1960 на базі 138-го артилерійського Червонопрапорного полку 51-ї гвардійської стрілецької дивізії, коріння якого йдуть у 1921 рік, коли у квітні з окремою батареї Вірменської стрілецької дивізії було сформовано артилерійський полк. На укомплектування ракетного полку прибули військовослужбовці з числа артилеристів й танкістів, а також моряки з розформованої Лієпайської військово-морської бази Балтійського флоту.
Командир полку полковник С. Г. Чистяков. У складі полку формуються 3 дивізіони. На озброєння полку надходить новий ракетний комплекс з ракетами Р-14 в наземному і шахтному варіантах.
- <b id="mwrQ">115-й гвардійський ракетний полк</b> (військова частина 18282).

Місце постійної дислокації — селище Паплака Латвійської РСР. Командир полку підполковник В. Ф. Єненко, пізніше — підполковник В. П. Онищенко, Полк сформований на базі 115-го гвардійського авіаційного полку 50-ї повітряної армії Дальньої авіації, що дислокувався у селищі Виползово Новгородської області. З квітня 1959 року особовий склад полку на 4 ДЦП МО проходив навчання і освоєння ракетного комплексу з ракетою Р-2, а потім — ракетного комплексу з ракетою Р-5М. В серпня 1959 року полк був передислокований до селища Паплака, доукомплектован особовим складом, технікою, ракетами Р-5М й 1 травня 1960 року заступив на бойове чергування у складі 2 вогневих дивізіонів (командири дивізіонів майори С. І. Муругов та А. А. Клименко) та дивізіону транспортування боєзапасу і заправки.

## Структура дивізіону
- У вогневому дивізіоні 4 стартові і 1 технічна батареї.
- У стартовій батареї — 3 бойових відділення і відділення БРК, близько 100 військовослужбовців, з них 12 офіцерів.
- Бойові завдання вогневі дивізіони виконували на БСП з пристартовимі містечками, розташованими у 20-25 км від житлового містечка. Були обрані й польові позиційні райони.
- При кожному ракетному полку була сформована ремонтно-технічна база, що вирішувала завдання ядерно-технічного забезпечення (зберігання, підготовка до застосування головних частин і їх стикування з ракетами).

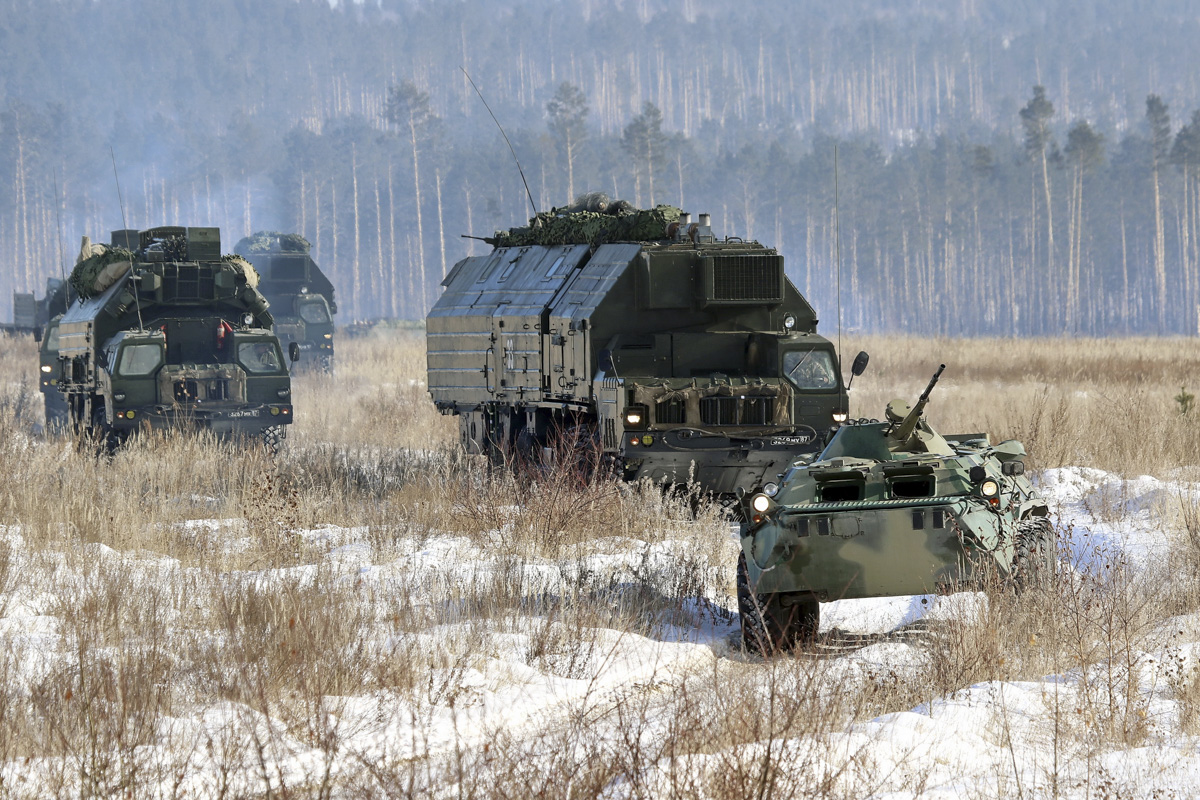
Машина забезпечення бойового чергування 15В231 і машина бойового управління 15В167

## Нагороди дивізії
Успадковані від 51-ї гвардійської стрілецької Вітебської ордена Леніна Червонопрапорної дивізії:
- Присвоєно найменування «гвардійська» наказом Наркома оборони СРСР № 375 від 23.11.1942 року.
- Присвоєно найменування «Вітебська» наказом Наркома оборони СРСР № 193 від 10.07.1944 року.
- Нагороджена орденом Леніна Указом Президії Верховної Ради СРСР від 19.06.1943 року.
- Нагороджена орденом Червоного Прапора Постановою ВЦВК СРСР від 29.05.1936 року.

## Хроніка подій
1960 рік

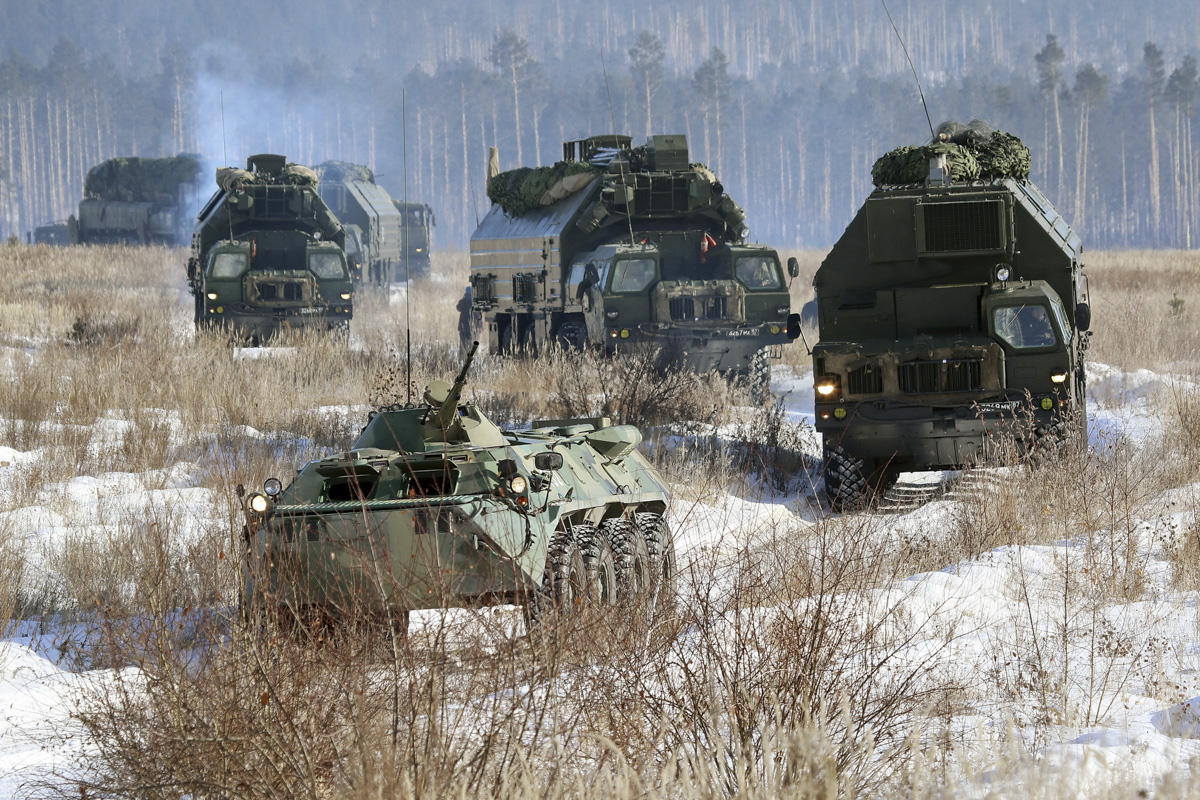
Машина забезпечення бойового чергування 15В231 і машина бойового управління 15В167

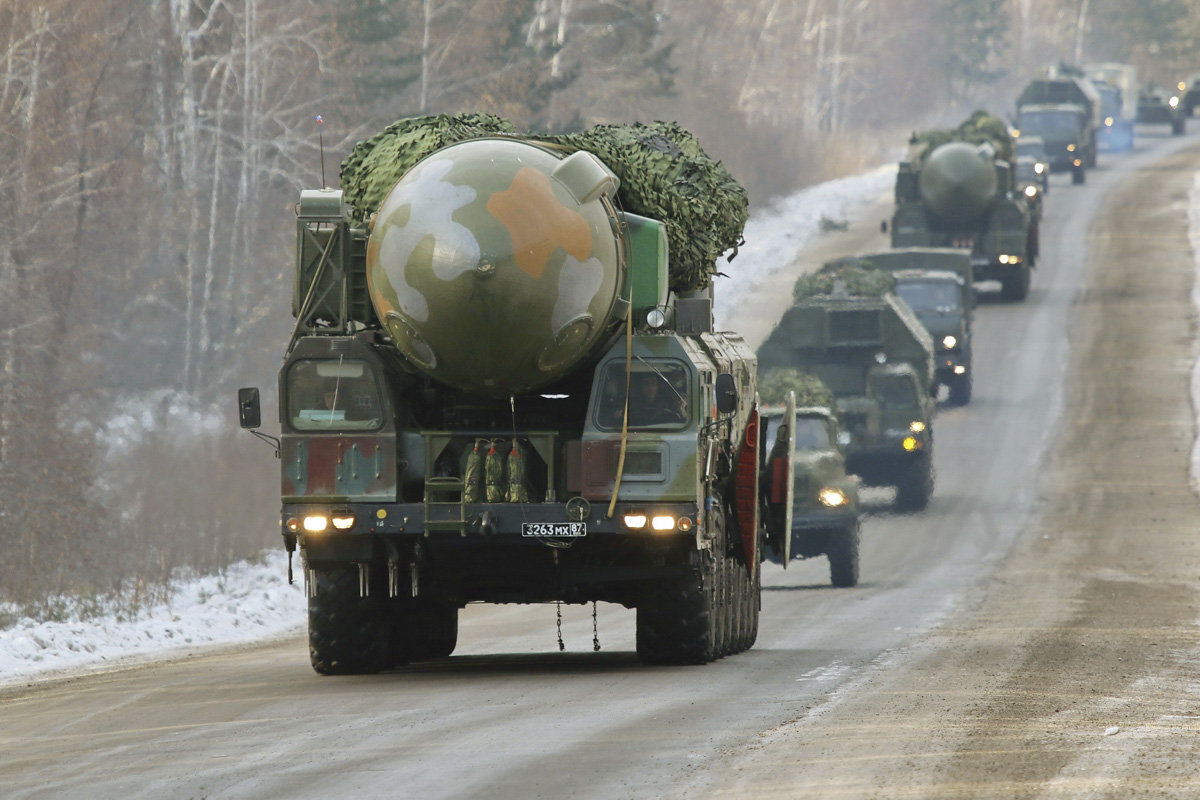
ПУ 15У168 комплексу РТ-2ПМ «Тополя»

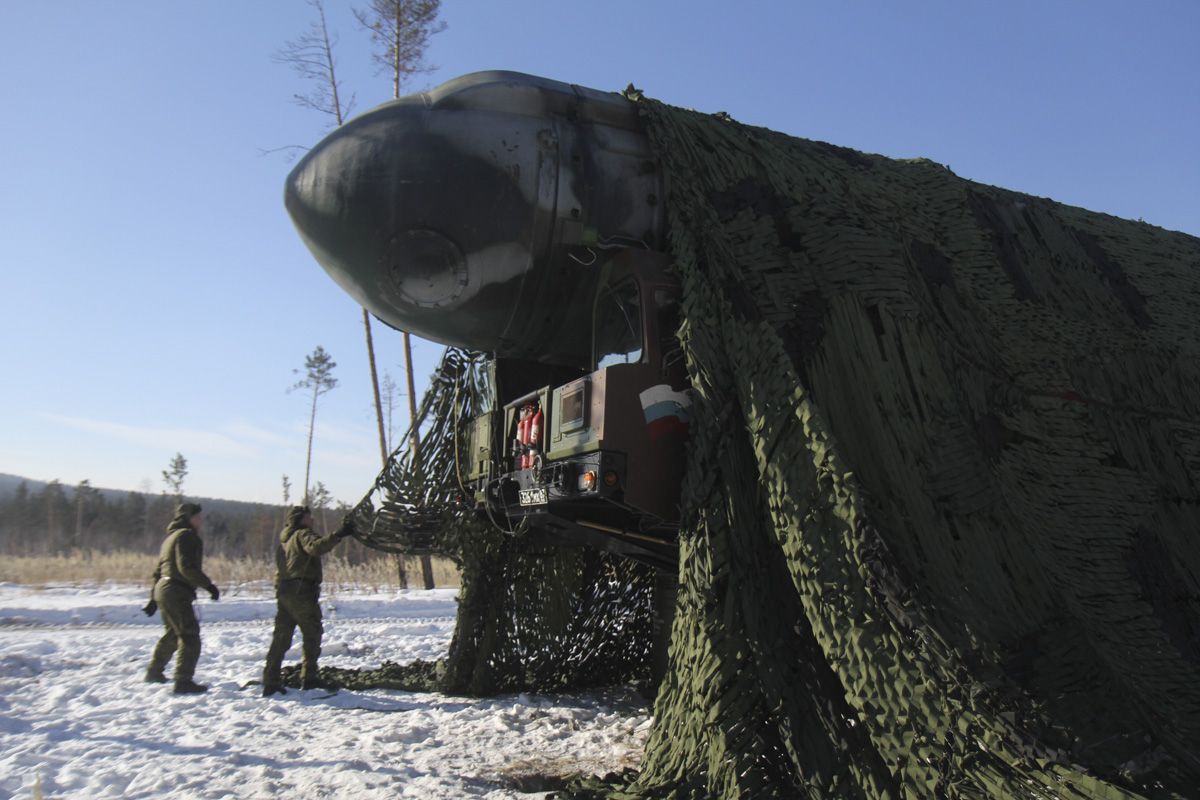

- Липня. Переформування 85-ї інженерної бригади РВГК на 29-ту ракетну дивізію, а інженерних полків на ракетні полки. До складу 29 рд увійшли: 637 рп (місто Таураге), 79 рп (місто Плунге), 867 рп (місто Добеле), 307 рп (місто Єлгава), 344 рп (місто Прієкуле), 115 рп (селище Паплака).
- 4 липня. Відвідування БСП 637 рп Міністром оборони СРСР Маршалом Радянського Союзу Родіоном Малиновським.
- Літо. Введення в організаційно-штатну структуру штабів ракетних дивізій і ракетних полків штатних командних пунктів.
- 1 жовтня. Заступив на бойове чергування 1 РДН 867 рп (без боєзапасу головних частин і компонентів ракетного палива).
- Листопад. Участь 1 РДН 637 рп у військовому параді па Червоній площі в Москві (з 4 ракетами Р-12).
- Грудень. Введено в дію Положення про бойовому чергуванні частин і підрозділі Ракетних військ. Введено чотири ступені бойової готовності: 4-та — постійна, 3-тя — підвищена, 2-га — підвищена першого ступеня, 1-ша — повна.

1961 рік
- Січень. Заступили на бойове чергування чергові 2 наземні пускові установки 79 рп.
- 15 квітня. Вступив боєзапас ракет, головних частин та компонентів ракетного палива для пускових установок, раніше поставлених на бойове чергування без боєзапасу.
- 24 квітня. Прийнято на озброєння ракетний комплекс з ракетою Р-14.
- Травень. Зміна організаційно-штатної структури управління дивізії, до його складу введені парм, дивізійний лазарет і окремий комендантський взвод.
- Вересень. Заступили на бойове чергування чергові 4 наземні пускові установки 79 рп.
- Вересень жовтень. Передислокація управління і штабу дивізії до міста Шяуляй Литовської РСР.
- 17 жовтня. Передача дивізії Бойового Прапора 51-ї гвардійської стрілецької дивізії.
- 10 грудня. Заступив на бойове чергування 2 РДН 867 рп.

1962 рік
- 1 січня. Заступили на бойове чергування перші 4 наземні пускові установки 307 рп.
- 10 січня. Заступив на бойове чергування 1 РДН 344 рп.
- Літо. Відвідування 307 рп начальником ГлавПУ РА і ВМФ генералом армії Олексія Єпішева.
- Серпень. Участь 79 рп в стратегічної операції «Анадир» (з передислокацією військової частини і двох РДН з ракетним комплексом Р-12 на острів Куба).
- 1-8 вересня. Участь двох стартових батарей 1 РДН 344 рп та складальної бригади РТБ в реалізації програми військових випробувань ракети Р-14 з ядерним зарядом (кодова назва — операція «Тюльпан»).
- 8 вересня. Пуск бойової ракети Р-14 з ядерним зарядом бойовим розрахунком 4-ї пускової установки 344 рп.
- 11 вересня — 22 листопада. Переклад ракетних полків дивізії в складі РВСП в підвищену бойову готовність (в зв'язку з подіями, пов'язаними з Карибською кризою).
- 1 жовтня. Виведений з бойового складу дивізії 637 рп (місто Таураге).
- Грудень. До складу управління дивізії введена військова школа молодших фахівців, місто Єлгава.

1963 рік
- 1 січня. Заступили на бойове чергування 3 РДН 79 рп, 2 РДН і 3 РДН 307 рп.
- 1 лютого. Після повернення з острову Куба заступили на бойове чергування 1 РДН і 2 РДН 79 рп.
- Лютий. Зміни в організаційно-штатній структурі ракетного полку: розформований дивізіон транспортування і заправки ракет, у стартовій батареї сформоване четверте (заправний) відділення.
- Липня. Вперше в ході дослідного навчання в запасний позиційний район виведений 867 рп в повному складі.
- Липня. Замість А. А. Колесова командиром дивізії призначений полковник Л. І. Кокін.
- Серпень. У штат ракетного дивізіону введена інженерно-ракетна служба.
- 30 вересня. Заступив на бойове чергування 3 РДН 867 рп.
- Грудень. 307 рп нагороджений перехідним Червоним Прапором ЦК КП Латвії. Президії Верховної Ради і Ради Міністрів Латвійської РСР.

1964 рік
- 9 січня. Прийнято на озброєння ракетні комплекси з ракета¬мі Р-12У і Р-14 У.
- 10 березня. Заступив на бойове чергування 2 РДН 344 рп.
- Березень. У штат ракетного дивізіону введена рота електротехнічних загороджень і мінування. У штат шахтних ракетних дивізіонів введені групи підготовки і пуску (з розрахунку на кожну пускову установку).
- 3 жовтня. Введено в дію перший Бойовий статут РВСП (для полку МКР і дивізіону РСД з шахтними пусковими установками).
- Зима. На базі 307 рп проведено збір керівного складу РВСП.
- Грудень. Заступив на бойове чергування 3-й рдн 344-го рп.
- 29-та ракетна дивізія приступила до несення бойового чергування в повному складі — 54 бойовими розрахунками.
- 1 РДН 344 рп нагороджена перехідним Червоним Прапором ЦК ВЛКСМ.

1965 рік
- 12 січня. Введено в дію Бойовий статут РВСП (для полку МКР і дивізіону РСД з наземними пусковими установками).
- Літо. На базі 307 рп проведено черговий збір керівного складу РВСП (зі створення зразкової навчально-матеріальної бази).
- Червень. Переформування окремого батальйону зв'язку дивізії в окремий вузол зв'язку. Введення в експлуатацію стаціонарного командного пункту дивізії.

1966 рік
- Літо. Переозброєння 115 рп (селище Паплака) на самохідний ракетний комплекс «Темп-С»).
- 25 червня. Участь 1-го рдн 115-го рп в показі ракетної техніки (з пуском ракети «Темп-С» для президента Франції Шарля де Голля на полігоні Байконур (кодова назва «Пальма»).
- Грудень. Повторне нагородження 307-го рп перехідним Червоним Прапором ЦК КП Латвії, Президії Верховної Ради і Ради Міністрів Латвійської РСР і перехідним Вимпелом військової ради 50-ї РА.

1967 рік
- Січень. Початок оснащення командних пунктів дивізії, полків і дивізіонів АСБУ «Сигнал».
- Літо. Переформування 115 рп на штат ракетного полку ОС. Передислокація 1 РДН 115 рп з ракетним комплексом «Темп-С» на Далекий Схід.
- Червень. Директивою Головнокомандувача РВСП в Ракетних військах введені три ступені бойової готовності: постійна, підвищена, повна.
- 17 жовтня. Введено в дію Бойовий статут РВСП (дивізіон РСД і складальна бригада ртб).
- 30 жовтня. Нагородження 29-ї ракетної дивізії Пам'ятним Ювілейним Прапором Президії Верховної Ради і Ради Міністрів СРСР на честь 50-річчя Великої Жовтневої соціалістичної революції.

1968 рік
- 15 серпня. З бойового складу дивізії виведений 115 рп, що передислокований у місто Первомайськ у Миколаївській області в Україні.
- 21 серпня-2 вересня. Перевод дивізії в складі РВСП в підвищену бойову готовність у зв'язку з подіями в Чехословаччині.
- Грудень. Нагородження 867 рп перехідним Червоним Прапором військової ради 50 РА.

1969 рік
- Січень. Прийнята на озброєння АСБУ «Сигнал».
- 20 червня. Введено в дію єдиний Бойовий статут РВСП (дивізія-полк).
- 30 червня. Поставлена на бойове чергування ЛСБУ «Сигнал».

1970 рік
- Квітень. У штат управління ракетного полку вводиться група регламенту.
- 5 серпня. Замість Л. І. Кокіна командиром дивізії призначений полковник В. П. Глуховський.
- Грудень. Втретє 307 рп нагороджується перехідним Червоним Прапором ЦК КП Латвії, Президії Верховної Ради і Ради Міністрів Латвійської РСР.

1972 рік
- Грудень. Присвоєння 344 рп почесного найменування «Імені 50-річчя утворення СРСР». Повне найменування полку стало «344-й гвардійський ракетний Червонопрапорний імені 50-річчя утворення СРСР».

1974 рік
- Проведення в дивізії технічної ревізії на всіх типах групових шахтних ракетних комплексів.
- Нагородження дивізії Вимпелом Міністра оборони СРСР «За мужність і військову доблесть» (як кращого в РВСН з'єднання РСД).

1975 рік
- Триває в дивізії технічна ревізія на ракетних комплексах.
- 28 листопада. Замість В. П. Глуховського командиром дивізії призначений полковник Г. Ф. Єрисковський.

1976 рік
- 11 березня. Прийнято на озброєння ракетний комплекс «Піонер».
- Грудень. Перехід на єдину систему організації несення бойового чергування в масштабі РВСП тривалістю 3-4 доби.

1977 рік
- Весна. Введення в штат управління дивізії чергових офіцерів штабу.

1978 рік
- 15 березня. Знято з бойового чергування 1-й, 2-й і 3-й ракетні дивізіони 79 рп.
- 15 травня. Введена в дію директива Головнокомандувача РВСП за чотирма ступенями бойової готовності: постійна, підвищена, військова небезпека і повна.
- Серпень. Виключений з бойового складу дивізії 79 рп, що передислокувався у смт Юрʼя Кіровської області.

1980 рік
- 1 лютого. Знятий з бойового чергування 3-й рдн 307-го рп.

1982 рік
- 24 травня. Знято з бойового чергування 1-й і 2-й ракетні дивізіони 307-го рп.
- 7 червня. Знято з бойового чергування 1-й, 2-й і 3-й ракетні дивізіони 867 рп.
- 1 грудня. Переформування 307 рп і 867 рп на штат полку з ракетним комплексом «Піонер».

1983 рік
- 1 березня. Знято з бойового чергування 1-й, 2-й і 3-й ракетні дивізіони 344 рп.
- 12 травня. Виведений 867-й рп з бойового складу дивізії, що передислоковано в липні 1984 року в місто Барнаул Алтайського краю.
- 5 липня. Замість генерал-майора Г. Ф. Єрисковського командиром дивізії призначений полковник В. К. Тонких.
- 16 вересня. Виведений з бойового складу дивізії 307 рп, що передислоковано до міста Канськ Красноярського краю, або місто Барнаул Алтайського краю.
- 1 грудня. 344 рп переформовано на штат полку з ракетним комплексом «Піонер».
- Нагородження військової школи молодших спеціалістів дивізії перехідним Червоним Прапором ЦК КП Латвії, Президії Верховної Ради і Ради Міністрів Латвійської РСР.
- Грудень. Сформовано новий 778 рп у місті Єлгава з ракетним комплексом «Піонер».

1984 рік
- 16 рюмса. Виведений зі складу дивізії 778 рп (м Єлгава).

1985 рік
- 2 грудня. 344 рп переформований на штат полку з ракетним комплексом «Тополя».
- Грудень. Управління 29 рд й 344 рп виведені зі складу 50-ї РА і передислоковані до міста Іркутськ.

1986 рік
- 1 лютого. Початок формування якісно нової 29-ї рд (м Іркутськ) в складі 4 ракетних полків, що мають на озброєнні ракетний комплекс «Тополя».

1987 рік
- 8 грудня. У Вашингтоні підписано Договір між СРСР і США про ліквідацію ракет середньої і меншої дальності (РСМД).

Май 1988 року — квітень 1989 року.
- Вихід ракетних полків 29 рд (м Іркутськ) на бойове чергування.

## Ракетне озброєння дивізії
На 2017 рік на озброєння 29-ї РД стоять 2 ракетні полки з 6 ракетними дивізіонами РС-26 всього 18 ПУ, й 2 ракетні полки з 6 ракетними дивізіонами РС-24 всього 18 ПУ на бойовому чергуванні. Від Р-1 (8А11) до РТ-2ПМ («Тополя»)
| Основні характеристики             | Р-1 (8А11)           | Р-2 (8Ж38)           | Р-5М (8К51)        | Р-11М              | Р-12 (8К63)        | Р-14 (8К65)        |
| Максимальна дальність стрільби, км | 270                  | 600                  | 1200               | 170                | 2000               | 4500               |
| Стартова маса, т                   | 13,4                 | 20,4                 | 29,1               | 5,4                | 47,1               | 86,3               |
| Маса корисного навантаження, т     | 1,0                  | 1,5                  | 1,35               | 0.6                | 1,63               | 2,1                |
| Довжина ракети, м                  | 14,6                 | 17,7                 | 20,75              | 10,5               | 22,1               | 24,4               |
| Діаметр ракети, м                  | 1,65                 | 1,65                 | 1,65               | 0,88               | 1,65               | 2,4                |
| Тип головної частини               | Моноблочна, неядерна | Моноблочна, неядерна | Моноблочна, ядерна | Моноблочна, ядерна | Моноблочна, ядерна | Моноблочна, ядерна |